# Chimarra natalicia
Chimarra natalicia là một loài Trichoptera trong họ Philopotamidae. Chúng phân bố ở miền Australasia.